# Jean Stetten-Bernard
Jean Stetten-Bernard, né le 21 mars 1913 à Paris (17e), et mort le 17 avril 2008 à Paris (18e), est un dessinateur et illustrateur français, qui a mis ses talents au service de la Résistance en créant en région lyonnaise un important atelier de fabrication de faux papiers.

## Biographie

### Noms d'usage
À sa naissance, son état-civil complet est Jean Maurice José Stetten, fils de Maurice José Albert Stetten, négociant, et de Marie Marguerite Antoinette Bernard, son épouse.
Au début de sa carrière professionnelle, il signe sous son nom de naissance (« Jean Stetten »), et à partir de 1930, il utilise de plus en plus souvent le nom de jeune fille de sa mère, jusqu'à le faire sien en 1938 (« Jean Bernard »). Enfin, on constate en marge de son acte de naissance qu'il est adopté en 1983 par le second mari de sa mère, Albert Pigasse : son patronyme est désormais « Stetten-Pigasse ». Ceci explique que dans les archives et sur le web, on le trouve sous plusieurs identités : « Jean Stetten », « Jean Bernard », « Jean Stetten-Bernard », « Jean Stetten-Pigasse ».

### Le dessinateur et l'illustrateur
En 1930, alors qu'il est élève au lycée Carnot à Paris, Albert Pigasse, ami de la famille, remarque ses talents de dessinateur et lui demande de réaliser des couvertures pour la collection Le Masque qu'il a créée cinq ans plus tôt. Jean Stetten-Bernard en deviendra le directeur artistique. Il signe sa première jaquette sous le nom de J. Stetten pour le roman Le doigt volé de Stanislas-André Steeman. Il réalise aussi une jaquette passe-partout dite Poste de police, utilisée à partir de 1937.
À l'issue de ses études, Albert Pigasse l'engage comme directeur artistique jusqu’en 1939, où il est mobilisé au début de la Seconde Guerre mondiale au 60e régiment d'infanterie. De son lieu de cantonnement, il continue de travailler à des illustrations, et son épouse Simone dessine et signe des jaquettes à partir d'esquisses qu'il lui envoie assorties d'un descriptif de couleurs.

### Le résistant faussaire
Fait prisonnier en juin 1940, il met à profit ses compétences dans le domaine des arts graphiques pour fabriquer de faux ordres de mission allemands qui lui permettent de s'évader, avec huit de ses camarades. Avec sa femme et ses enfants, il parvient à passer en zone libre, où l'accueille son oncle Félix Dailly, industriel mégissier lyonnais lié aux résistants qui éditent Témoignage chrétien.

Dès mai 1941, Jean Stetten-Bernard côtoie la grande Histoire : pour répondre à un discours du président Roosevelt capté sur Radio Londres, il prend l'initiative de rédiger et faire imprimer chez Eugène Pons, l'imprimeur de Témoignage chrétien, plusieurs milliers d'exemplaires d'un tract qui sera diffusé, notamment par la Poste, à Lyon et sur la zone sud pour être remis à la représentation des États-Unis. Un exemplaire de ce tract est visible au musée de la Résistance et de la Déportation de Besançon,. Il en témoigne ainsi après la guerre : 

« Une des premières choses que nous avons faites est un tract à la suite d’un discours de Roosevelt, du 10 mai 1941, dans lequel il disait : « Je me refuse à croire que le peuple français accepte de collaborer librement avec un pays qui l’écrase économiquement, moralement et politiquement. » Nous nous mettons immédiatement à rédiger un papier sur lequel apparaît la phrase de Roosevelt et on ajoute : « La France ne veut pas collaborer. Recopiez ce papier répandez-le en vitesse. Pour vous, signez-le, votre nom suffit, vos initiales ou votre profession. Envoyez-le le plus vite possible au consulat des États-Unis d’Amérique, 2 place de la Bourse à Lyon ou à l’ambassade des États-Unis d’Amérique, hôtel des ambassadeurs à Vichy. Diffusez-le et répandez-le le plus vite possible. » Mon épouse a imprimé ce tract par milliers. [...] Trois ou quatre jours après, stupeur : des sacs postaux entiers de tracts rédigés à la main arrivent à l’ambassade d’Amérique, à tel point que la presse en parle,. »

La réussite de son évasion, due pour une grande part aux faux documents qu'il a réalisés, l'incite à développer cette activité, principalement au service des résistants, des Juifs à qui il fournit des faux papiers pour les « aryaniser »,, et des réfractaires au STO, ces trois ensembles n'étant pas disjoints. Il prend pour pseudonyme « Articles de pêche ».
Il installe d'abord son laboratoire dans la villa de son oncle, au 9 montée Saint-Laurent à Lyon. Mais un endroit plus discret devient nécessaire : ce sera d'abord dans la maison de campagne de son oncle, le « château de la Roche », à Vourles, qu'il implantera son atelier. Puis pour faire face à la demande, et gagner en discrétion, Jean Stetten-Bernard s'isole dans une cabane que les résistants vont construire dans un bois de la propriété. Une cache enterrée y est aménagée pour abriter le matériel et la production. Précaution supplémentaire : il s'est trouvé une couverture sous la forme d'un emploi de metteur en page au journal vichyste Vaillance.
Au début, les moyens sont rudimentaires : les premiers faux cachets utilisés sont taillés dans du linoléum. Puis avec l'aide d'imprimeurs qui lui donneront plus de 650 cachets, il réalise 30 000 cartes d'identité, 50 000 cartes d'alimentation et des centaines d'autres documents vitaux, en français et en allemand : cartes de démobilisation, actes d’état civil, cartes de travail, cartes de textile, ou encore Ausweis. En 1943, le laboratoire devient une véritable entreprise. Jusqu'à la Libération, il aura fabriqué plus de 100 000 faux papiers en tout genre.
Une de ses spécialités est la fourniture de « trousses d'urgence », du genre « kit de survie » : à partir d’un cachet basique exploitable pour n’importe quel lieu, une personne non spécialiste peut réaliser rapidement des faux papiers. Jean Stetten-Bernard fournit une de ces trousses à Monseigneur Saliège, l’archevêque de Toulouse qui s'insurgea publiquement contre les exactions nazies, en particulier envers les Juifs.
En août 1943, il est sollicité par le colonel Descour alias « Bayard », responsable de l’Armée secrète pour la région R1 (grande région lyonnaise), afin de fournir en faux papiers les Mouvements unis de Résistance (MUR). Son laboratoire devient alors un service rattaché au BCRA et reçoit des subsides.
Il est amené à avoir des relations avec d'autres personnalités de la Résistance : le père Chaillet, Alexandre Glasberg, Germaine Ribière, qui le persuade de travailler aussi pour l’« Amitié chrétienne », organisation inter-confessionnelle,.
Compte tenu de l'étendue de ses activités, il est répertorié dans le fichier des résistants du Ministère des Armées sous la double appartenance aux Forces françaises combattantes (FFC) et aux Forces françaises de l'intérieur (FFI).

### Après la guerre
Après la Libération, il monte sa propre agence, J.S.B. (Jean Stetten-Bernard), qu'il dirigera jusqu'en 1993, et se diversifie vers l'illustration de livres, et la réalisation d'annonces et de documents publicitaires.
Jean Stetten-Bernard meurt le 17 avril 2008 à Paris, à l'âge de 95 ans.

## Œuvre graphique décorative
Sa collaboration avec la collection Le Masque se traduit durant les années trente par la création de 210 couvertures sur un total de 327,,. Il en fait aussi pour Jeanne Gaston-Leroux et la collection Police Secours de Roger Simon,.
Il a également à son actif des affiches et annonces publicitaires.
Il a illustré quelques ouvrages,.

## Collections publiques
- La Bibliothèque des littératures policières, bibliothèque spécialisée de la ville de Paris, possède 36 dessins originaux de couvertures ou jaquettes de livres, de la main de « Stetten, Jean »[23].
- La bibliothèque de la ville de Paris L'Heure joyeuse, destinée à la jeunesse, détient un ouvrage illustré par « Stetten-Bernard, Jean »[24].
- Un « fonds Jean Stetten-Bernard » a été constitué au musée de la Résistance et de la Déportation de Besançon, qui rassemble documents et archives relatifs à son activité de fabrication de faux papiers[8].

## Distinction et hommage
Après la victoire, le général de Gaulle lui décerne la médaille de la Résistance,, avec la mention « Pour Jean Stetten-Bernard qui a tant fait » :
 Médaille de la Résistance française (décret du 24 avril 1946),.